# ميثاق بانكوك لتعزيز الصحة
ميثاق بانكوك لتعزيز الصحة في عالم معولم هو اسم اتفاق دولي تم التوصل إليه بين المشاركين في المؤتمر العالمي السادس لتعزيز الصحة الذي عقد في بانكوك، تايلاند في أغسطس 2005، والذي عقدته منظمة الصحة العالمية.  ويحدد الإجراءات والالتزامات والتعهدات اللازمة لمعالجة محددات الصحة في عالم معولم من خلال تعزيز الصحة.

## عن الميثاق
يقر الميثاق بـ:
- عدم تساوي الظروف الصحية بين الدول النامية والدول المتقدمة.
- التغييرات في وسائل التواصل ونسبة استهلاك الموارد في عالم العولمة.
- المدنية.
- التغير البيئي العالمي.
- التسويق.